# Geranomyia fluxa
Geranomyia fluxa is een tweevleugelige uit de familie steltmuggen (Limoniidae). De soort komt voor in het Neotropisch gebied.